# Mănăstirea Rogozu
Mănăstirea Rogozu este o mănăstire ortodoxă din România situată în comuna Slobozia Bradului, județul Vrancea. Biserica schitului este clasată ca monument istoric, cod LMI VN-II-m-B-06557.